# 김종부 (프로게이머)
김종부는 대한민국의 FIFA 온라인 프로게이머이다. 김종부 선수는 2014년 6월에 열린 EA SPORTS 피파온라인3 챔피언십 2014에서 팀전 우승을 차지하였다. 결승에서 팀이 2:0으로 지고 있을 때 3연속 역전승을 달성하여 패패승승승 즉, 2:3을 만들어 팀에 우승컵을 안긴 바 있다.

## 수상 경력
- EA SPORTS 피파온라인3 챔피언십 2014 팀전 우승 (Come on)